# じゃじゃ馬馴らし (1929年の映画)
『じゃじゃ馬馴らし』（じゃじゃうまならし、原題・英語: The Taming of the Shrew）は、1929年に製作・公開されたアメリカ合衆国の映画である。ウィリアム・シェイクスピアの戯曲『じゃじゃ馬ならし』初のトーキー映画化としてサム・テイラーが監督、メアリー・ピックフォードが製作を兼ねて夫のダグラス・フェアバンクスと共に主演した。

## キャスト
- カタリーナ：メアリー・ピックフォード
- ペトルーキオ：ダグラス・フェアバンクス
- バプティスタ（カタリーナの父）：エドウィン・マクスウェル
- ビアンカ（カタリーナの妹）：ドロシー・ジョーダン
- ホルテンシオ：ジェフリー・ウォードウェル
- グレミオ：ジョゼフ・コーソーン
- グルーミオ：クライド・クック

## スタッフ
- 製作：メアリー・ピックフォード
- 監督：サム・テイラー
- 音楽：ヒューゴ・リーゼンフェルド（クレジットなし）
- 撮影：カール・ストラス
- 編集：アレン・マクニール
- 美術：ウィリアム・キャメロン・メンジース、ローレンス・アーヴィング
- 衣裳：ミッチェル・ライゼン（クレジットなし）

## 注
1. ↑  Box office/business of The Taming of the Shrew